# Nectandra turbacensis
Nectandra turbacensis (Kunth) Nees – gatunek rośliny z rodziny wawrzynowatych (Lauraceae Juss.). Występuje naturalnie w Ameryce Centralnej, na Karaibach oraz w północnej i środkowej części Ameryki Południowej.

## Rozmieszczenie geograficzne
Rośnie naturalnie w Ameryce Centralnej, na Karaibach oraz w północnej i środkowej części Ameryki Południowej. Spotykany jest między innymi w Meksyku, Belize, Hondurasie, Kostaryce, Panamie, na Kubie, Dominikanie, Portoryko, w Wenezueli, Kolumbii, Brazylii, Peru oraz Boliwii. W Brazylii został zarejestrowany w stanach Acre, Rondônia, Tocantins i Goiás oraz w Dystrykcie Federalnym. 

## Morfologia
PokrójZimozielone drzewo dorastające do 35 m wysokości.
LiścieMają kształt od eliptycznego do lancetowatego. Mierzą 6–22 cm długości oraz 2,,5–6,5 szerokości. Liść na brzegu jest całobrzegi. Wierzchołek jest ostry lub spiczasty. Ogonek liściowy jest nagi i dorasta do 5–15 mm długości.
KwiatySą zebrane w wiechy. Rozwijają się w kątach pędów. Dorastają do 4–18 cm długości. Płatki okwiatu pojedynczego mają eliptyczny kształt i białą barwę. Są niepozorne – mierzą 2–3 mm średnicy.
OwoceMają elipsoidalny kształt. Osiągają 14–22 mm długości oraz 12–16 mm średnicy.

## Biologia i ekologia
Rośnie w lasach. Występuje na wysokości do 1700 m n.p.m..